# لامپیکو (کالیفرنیا)
لامپیکو (به انگلیسی: Lompico) یک منطقهٔ مسکونی در ایالات متحده آمریکا است که در شهرستان سانتا کروز، کالیفرنیا واقع شده‌است. لامپیکو ۸٫۷۳۸ کیلومتر مربع مساحت و ۱٬۱۳۷ نفر جمعیت دارد و ۲۹۵٫۰۵ متر بالاتر از سطح دریا واقع شده‌است.